# 女帝 (漫畫)
《女帝 SUPER QUEEN》是日本成人漫畫，由知名劇作家倉科遼編劇、和氣一作負責作畫，以「在銀座奮鬥的人們」為題材的作品，以寫實的方式呈現出公關世界與政治及黑社會之間錯綜複雜的糾葛。

## 内容简介
在火國熊本出生的立花彩香，從小與母親相依為命，卻在高中時期遭遇人生重大變故：喜歡立花的同班同學杉野在侵犯不成又東窗事發的情況下，反口誣控是立花先勾引她的；不久，立花的母親也因過勞而病死。值此之際，立花只得從學校休學，進入夜總會從事女公關，並立志要力爭上游，爬上公關世界的金字塔頂，成為「女帝」，來向過去為她和母親的人生帶來不幸的對象復仇。

## 主要登场人物列表

### 公關界
- 立花彩香 - 美貌與知性兼具，母親去世後離開出生地熊本，為成為「女帝」而當上女公關。
- 進藤英二 -
- 藤村佐和 - 「佐和」俱樂部媽媽桑
- 美樹 - 大阪「優雅」俱樂部女公關小姐，追隨彩香到銀座「佐和」俱樂部，彩香的好友。
- 小島惠理（日语：小島リエ）- 本名坂本惠理，綽號「銀座の魔女」。
- 早乙女碧（日语：早乙女みどり）- 已引退的歌手，銀座「碧」俱樂部媽媽桑。

### 政治界
- 尾上雄一郎
- 杉野謙一
- 北條照盛
- 袴田吉蔵

### 黑社會
- 伊達直人
- 美濃村辰吉
- 大翔賢吾

### 其他
- 大澤謙吾
- 清田弘和

## 档案
- 單行本全24卷，由日本芳文社出版。台灣為東立出版社代理發行。

## 日本電影
根據同名的「女帝 SUPER QUEEN」漫畫拍攝，2001年2月24日公開上映。

## 日本電視劇
- 2007年，朝日電視台製作的漫畫改編的電視劇《女帝》。

## 韓國電視劇
- 2011年，韓國E-channel製作，亦由漫畫改編電視劇《女帝》。

## 外部連結
- 《女帝》朝日電視台（日語）
- 《女帝》緯來日本台（页面存档备份，存于）（繁體中文）
- 互联网电影数据库（IMDb）上《女帝(電影)》的资料（英文）
- 互联网电影数据库（IMDb）上《女帝(電視劇)》的资料（英文）
- 《女帝 SUPER QUEEN》日文維基條目（页面存档备份，存于）（日語）

## 節目的變遷
| 朝日電視台 | 朝日電視台                       | 朝日電視台 |
| ---------- | -------------------------------- | ---------- |
|            | 女帝 （2007.07.13 - 2007.09.14） |            |
| —          | —                                |            |

| 緯來日本台 週一至週五 | 緯來日本台 週一至週五 | 緯來日本台 週一至週五 |
| --------------------- | --------------------- | --------------------- |
|                       | 女帝 （2007.12.05- ） |                       |
| —                     | —                     |                       |

| E-channel | E-channel                        | E-channel |
| --------- | -------------------------------- | --------- |
|           | 女帝 （2011.10.01 - 2011.12.24） |           |
| —         | —                                |           |